# Galium baillonii
Galium baillonii är en måreväxtart som beskrevs av Brandza. Galium baillonii ingår i släktet måror, och familjen måreväxter. Inga underarter finns listade i Catalogue of Life.